# Garovaglia robbinsii
Garovaglia robbinsii är en bladmossart som beskrevs av During 1977. Garovaglia robbinsii ingår i släktet Garovaglia och familjen Pterobryaceae. Inga underarter finns listade i Catalogue of Life.